# 강혜연 (모델)
강혜연(1994년 7월 6일 ~ )은 대한민국의 일반인 얼짱스타로 잠시 화제가 되었다. 2011년 고등학생으로 코미디TV '얼짱시대5'에 얼짱수사대로 출연하기도 했다. 피팅모델로도 활동했다. 인스타그램에 2013년까지 개인 사진들을 올렸다.

## 활동
- 2011년 9월 고교시절 코미디TV <얼짱시대5>의 '얼짱수사대'로 출연하면서 '얼짱 강혜연', '교복훈녀 강혜연'이란 수식어로 대중에게 알려지기 시작했다. 교복, 일상복 등을 입고 포즈를 취한 아주 앳된 모습의 사진들이 인터넷에 올라왔고, 언론에도 보도되었다. 얼굴을 알리기 위한 것으로 보인다.[1][2][3]

- 2012년 1월 31일 케이블채널 Mnet의 가상 데이트 프로그램 ‘히든트랙 로맨스’ 주인공으로 '틴탑' 천지와 함께 출연하였다. 두 사람은 주위의 시선을 배재한 채 거리를 거닐기도 하는가 하면 천지가 강혜연의 눈을 가리며 마치 이벤트라도 준비한 듯 기대에한 표정을 지었다. 또 강혜연이 천지의 녹음실에 찾아가 천지가 작업에 열중하는 모습을 지켜보고 있어 팬들의 부러움을 샀다. 사진을 접한 네티즌들은 "실제 상황아니요?" "너무 다정해 보여 배아프다" "좀 떨어져 있으세요~" 등의 반응을 보였다.[4]

- 결혼 후 현재는 '망두누나'라는 인스타그램을 운영하며 개인사업을 하고 있다.

## 경력
- 2011년 7월 27일 : 멀티스카이 SCHOOL 백팩 UNDEFEATED(언디피티드) 모델
- 피팅 모델

## 학력
- 세민정보고등학교 졸업
- 명지전문대학 졸업

## 기타
- 취미: 당구
- 신체: 키 165cm